# Comuna de Lipce Reymontowskie
Lipce Reymontowskie (polaco: Gmina Lipce Reymontowskie) é uma gminy (comuna) na Polónia, na voivodia de Lodz e no condado de Skierniewicki. A sede do condado é a cidade de Lipce Reymontowskie.
De acordo com os censos de 2004, a comuna tem 3359 habitantes, com uma densidade 78,7 hab/km².

## Área
Estende-se por uma área de 42,7 km², incluindo:
- área agricola: 76%
- área florestal: 17%

## Demografia
Dados de 30 de Junho 2004:
|                      | Total   | Total | Mulheres | Mulheres | Homens  | Homens |
| -------------------- | ------- | ----- | -------- | -------- | ------- | ------ |
|                      | pessoas | %     | pessoas  | %        | pessoas | %      |
| População            | 3359    | 100   | 1733     | 51,6     | 1626    | 48,4   |
| Densidade (pop./km²) | 78,7    | 100   | 40,6     | 40,6     | 38,1    | 38,1   |

De acordo com dados de 2002, o rendimento médio per capita ascendia a 1375,68 zł.

## Subdivisões
- Chlebów, Drzewce, Lipce Reymontowskie, Mszadla, Retniowiec, Siciska, Wola Drzewiecka, Wólka Krosnowska, Wólka Podlesie.

## Comunas vizinhas
- Dmosin, Godzianów, Łyszkowice, Maków, Rogów, Słupia